# Leonel Tavares Miranda de Albuquerque
Leonel Tavares Miranda de Albuquerque (João Pessoa, 29 de julho de 1903 — Rio de Janeiro, 14 de abril de 1986) foi um médico psiquiatra e político brasileiro.Foi um dos signatários do Ato Institucional Número Cinco.
Filho de Manoel Miranda de Albuquerque Mello e Heloísa Tavares de Albuquerque Miranda. Formou-se em medicina em dezembro de 1927, na cidade do Rio de Janeiro, então capital do país. Foi casado com Mercedes Gross Miranda, com quem teve os filhos Maria Helena e Carlos.
Foi ministro da Saúde nos governos de Costa e Silva e da junta militar de 1969, de 15 de março de 1967 a 30 de outubro de 1969. Sua administração como ministro foi bastante criticada por ele ter tentado viabilizar a privatização do Instituto Nacional do Câncer (INCA); contra esta medida o então diretor do Instituto, o doutor Jorge Marsillac, se mobilizou junto com Mário Kroeff e outros médicos; e tal projeto de privatização não foi efetuado.
Foi diretor-presidente da Casa de Saúde Dr. Eiras (Rio de Janeiro/RJ), criador do Instituto Clínico Madureira (Rio de Janeiro/RJ) e fundador da Comunidade Terapêutica de Paracambi (Rio de Janeiro/RJ).